# Софиевка (Алтайский край)
Софиевка — упразднённое село в Бурлинском районе Алтайского края. Входило в состав Новоандреевского сельсовета. Ликвидировано в 1969 г.

## История
Основано в 1910 году. В 1928 году посёлок Софиевка состоял из 108 хозяйств, в составе Лозовского сельсовета Славгородского района Славгородского округа Сибирского края. Сельскохозяйственная артель «Рабочий». С 1950 года отделение укрупнённого колхоза имени Маленкова. С 1953 в составе Ореховского сельсовета. С 1966 г. отделение совхоза «Ореховский»..

## Население
В 1928 году в посёлке проживал 537 человек (258 мужчин и 279 женщин), основное населения — украинцы.